# Snehalata V. Huzurbazar
 Snehalata Vasant Huzurbazar (* 20. Jahrhundert in Ames, Iowa) ist eine US-amerikanische Mathematikerin und Hochschullehrerin.

## Leben und Werk
Huzurbazar ist die Tochter von Prabhavati Gadgil und des indischen Statistikers V. S. Huzurbazar, der zum Zeitpunkt ihrer Geburt als Gastprofessor an der Iowa State University lehrte. Ihre Schwester ist die Statistikerin Aparna V. Huzurbazar.
Huzurbazar studierte 1980 am Grinell College in Iowa, wo sie 1984 ihren Bachelor of Arts erhielt. Während dieser Zeit verbrachte sie ein Jahr in Zagreb, um Kroatisch zu lernen. Anschließend studierte sie an der Vanderbilt University und erwarb 1988 den Master of Arts in Wirtschaftswissenschaften.  Sie promovierte 1992 in Statistik bei Ronald Warren Butler an der Colorado State University mit der Dissertation: Saddlepoint Approximations in Multivariate Analysis.
Von 1992 bis 1995 war sie Assistenzprofessorin an der University of Georgia in Athens (Georgia). 1995 wurde sie Professorin für Statistik an der University of Wyoming. Von 2004 bis 2005 war sie Gastwissenschaftlerin am Institute of Arctic and Alpine Research an der University of Colorado Boulder und Lehrbeauftragte am Department of Bioinformatics and Genomics der University of North Carolina at Charlotte. 2011 forschte sie als Gastwissenschaftlerin am Institut für Statistische und Angewandte Mathematik (SAMSI) der National Science Foundation. Von 2012 bis 2014 war sie stellvertretende Direktorin des Statistischen und Angewandten Mathematischen Instituts (SAMSI) im Research Triangle Park, North Carolina. Von 2014 bis 2015 entwickelte sie am SAMSI das Bioinformatik-Forschungsprogramm und war Mitglied des Diversity Committee des NSF Math-Sciences-Institutes. 2017 erhielt sie den Lehrstuhl für Biostatistik an der School of Public Health an der West Virginia University und wechselte 2020 an die Fakultät für Mathematik, um die Entwicklung eines neuen Data-Science-Programms zu leiten.
2017 wurde sie Fellow der American Statistical Association.

## Veröffentlichungen (Auswahl)
- Statistical Modeling and Data Analysis. Crc Press, 2021, ISBN 978-1-4665-5775-8.
- mit Jason S. Alexander, Brandon J. McElroy und Marissa L. Murr: Elevation gaps in fluvial sandbar deposition and their implications for paleodepth estimation. In: Geology. Band 48, Nr. 7, 2020, S. 718–722.
- mit A. Zajacova, M.  Greenwood und H. Nguyen: Long-Term Body Weight Trajectories and Health in Older Adults: Hierarchical Clustering of Functional Curves. In: Journal of Aging and Health. Band 27, Nr. 8, 2015, S. 1443–1461.
- mit D.-C. Jhwueng, B. C. O’Meara und L. Liang: Investigating the performance of AIC in selecting phylogenetic models. In: Statistical Applications in Genetics and Molecular Biology. Band 13, Nr. 4, 2014, S. 459–475.
- mit C.  Gasch, A.  Wick und P. Stahl: Bayesian Posterior Predictive Distributions for Assessing Soil Aggregation in Undisturbed Semiarid Grasslands. In: Soil Science Society of America Journal. Band 77, Nr. 4, 2013, S. 1380–1390.
- mit S. S.  Singh und J.  Schlueter: Statistical issues associated with the modelling of synonymous mutation data. In: Statistical Applications in Genetics and Molecular Biology. Band 12, Nr. 3, 2013, S. 361–374.